# Państwowy Dom Gościnny Diaoyutai

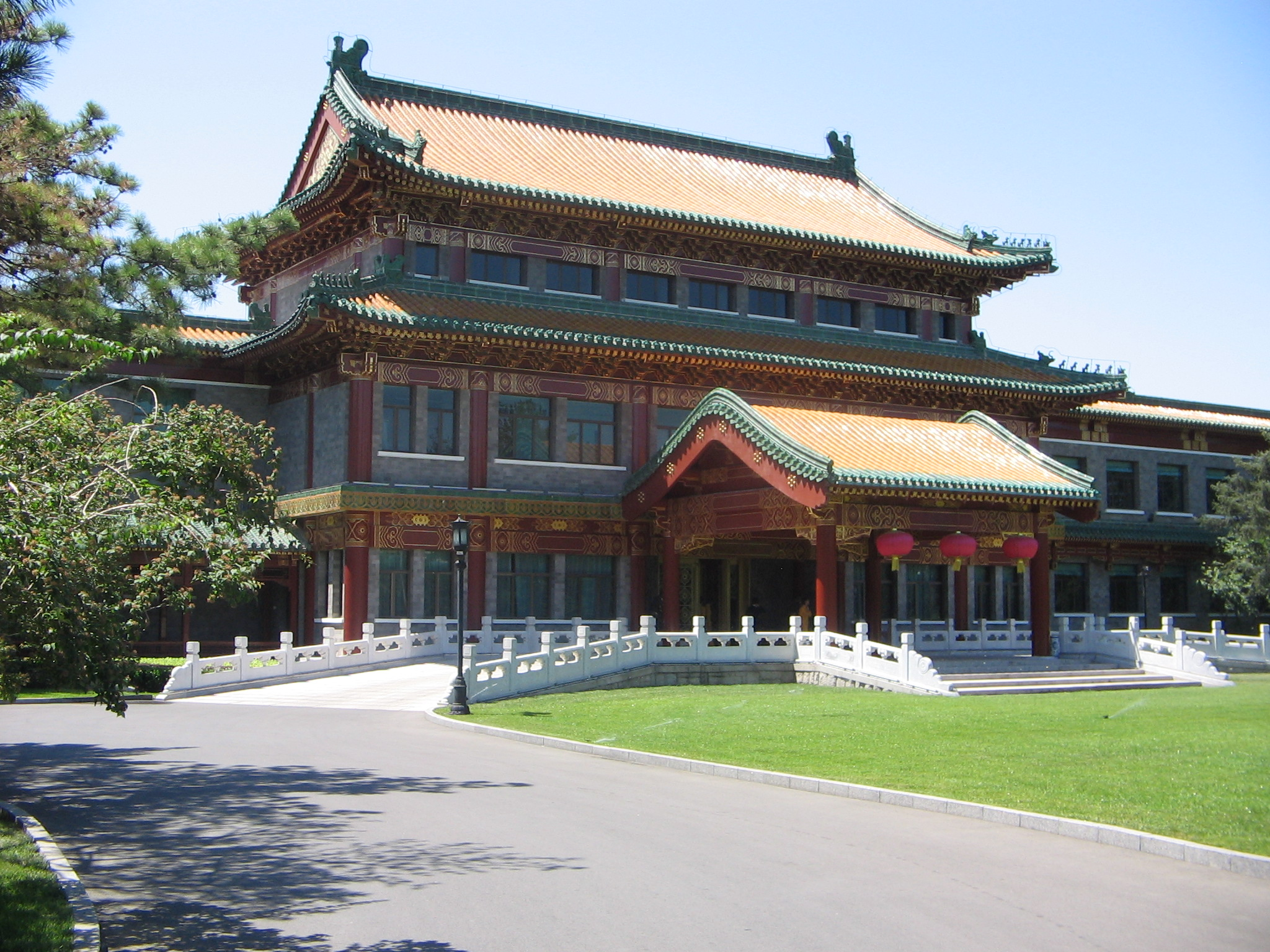
Willa numer 18

Państwowy Dom Gościnny Diaoyutai (chiń. 钓鱼台国宾馆; pinyin Diàoyútái Guóbīnguǎn) – pięciogwiazdkowy zabytkowy hotel i kompleks pensjonatowy, położony w dzielnicy Haidian w Pekinie, przy ulicy Fucheng 2, na zachód od ulicy Sanlihe i na wschód od parku Yuyuantan.
Został zbudowany w 1959 roku z okazji 10. rocznicy Chińskiej Republiki Ludowej, celem przyjmowania zagranicznych i krajowych gości partyjno-państwowych. Obejmuje kompleks kilkudziesięciu budynków, w tym 18 typu hotelowo-pensjonatowego, i terenów zielonych, położonych łącznie na 104 akrach. 
Podczas rewolucji kulturalnej w kompleksie mieścił się sztab Centralnej Grupy Rewolucji Kulturalnej (willa nr 16) oraz rezydencja przewodniczącego Mao Zedonga (willa 12), żony Mao Jiang Qing (willa 11 w okresie 1966–1976), Chen Boda (willa 15) i Kang Shenga (willa 8). Do 2007 Diaoyutai gościł 1220 głów państw i szefów rządów. Obecnie kompleks jest dostępny, choć w ograniczonym zakresie, również dla gości indywidualnych. 
Nazwa „Diaoyutai” oznacza pomost wędkarski – było to ulubione miejsce łowienia ryb przez cesarza Zhangzonga (1168–1208) z dynastii Jin. Nie ma ona związku z wyspami Diaoyutai.

## Prominentni goście
- 1971 – Henry Kissinger
- 1972 – Richard Nixon, willa 18
- 1982 – Margaret Thatcher, willa 12
- 1984 – Ronald Reagan, willa 12
- 1986 – Elżbieta II
- 1986 – George H.W. Bush
- 1989 – Michaił Gorbaczow
- 1989 – książę Karol
- 1997 – Aleksander Kwaśniewski
- 1999 – Borys Jelcyn
- 2014 – Barack Obama
- 2016 – Władimir Putin
- 2018 – Emmanuel Macron
- 2018 – Kim Dzong Un, willa 18

## Wydarzenia
W kompleksie toczyło się wiele negocjacji, między innymi:
- w latach 80. XX wieku rozmowy chińsko-brytyjskie na temat przyszłości Hongkongu i chińsko-portugalskie na temat przyszłości Makau
- w latach 2003–2007 w sprawie denuklearyzacji Półwyspu Koreańskiego
- wielokrotnie rozmowy chińsko-amerykańskie.